# اس‌ام یوسی-۵۶
اس‌ام یوسی-۵۶ (به انگلیسی: SM UC-56) یک زیردریایی بود که طول آن ۱۶۵ فوت ۹ اینچ (۵۰٫۵۲ متر) بود. این زیردریایی در سال ۱۹۱۶ ساخته شد.